# Vinšgau
Vinšgau (italijansko Val Venosta, nemško Vinschgau, retoromansko Venuosta) je najvišji del doline Adiže (Etsch, Adige) ter upravna skupnost na zahodnem Južnem Tirolskem. Največje naselje in sedež uprave je Schlanders (Silandro) z 5.885 prebivalci. Edina mestna občina je Glurns (Glorenza) z 882 prebivalci. Vinšgau je upravno razdeljena na 13 občin (1 mestna občina, 4 tržne občine, 9 občin). Prebivalci večinoma govorijo nemško (96,9 %) kot materni jezik, poleg tega pa italijansko (3 %), in ladinščino (0,1 %). Leta 2004 je bilo 34.887 prebivalcev, od tega je 3,3 % tujcev. Površina upravne skupnosti je 1.442 km². 
Do 17. stoletja so v Vinšgavu govorili retoromansko.

## Mestne in tržne občine upravne skupnosti
- Glurns (Glorenza), 882 prebivalcev (2004) -mestna občina-
- Schlanders [Šlánders] (Silandro), 5.885 prebivalcev (2004) -tržna občina-
- Mals (Malles Venosta), 4.950 prebivalcev (2004) -tržna občina-
- Latsch [Lač] (Laces), 5.006 prebivalcev (2004) -tržna občina-
- Prad am Stilfserjoch (Prad na prelazu Stilfs, Prato allo Stelvio), 3.241 prebivalcev (2004) -tržna občina-